# Ludwigsluster Verkehrsgesellschaft
Die Ludwigsluster Verkehrsgesellschaft mbH (LVG) betrieb als Verkehrsunternehmen Buslinien im Gebiet des ehemaligen Landkreises Ludwigslust. Im Auftrag des Landkreises Lüneburg wurde auch das Amt Neuhaus bedient. Das Unternehmen mit Sitz in Hagenow wurde am 25. Juli 1990 gegründet; alleiniger Gesellschafter war der Landkreis Ludwigslust.
Die Ludwigsluster Verkehrsgesellschaft mbH war Mitglied der Verkehrsgemeinschaft Westmecklenburg (VWM) und der Verkehrsgemeinschaft Nordost-Niedersachsen (VNN) und betrieb einige Linien in das und im Gebiet des Hamburger Verkehrsverbundes (HVV) im Kreis Herzogtum Lauenburg (SH) und im Landkreis Lüneburg (Niedersachsen).

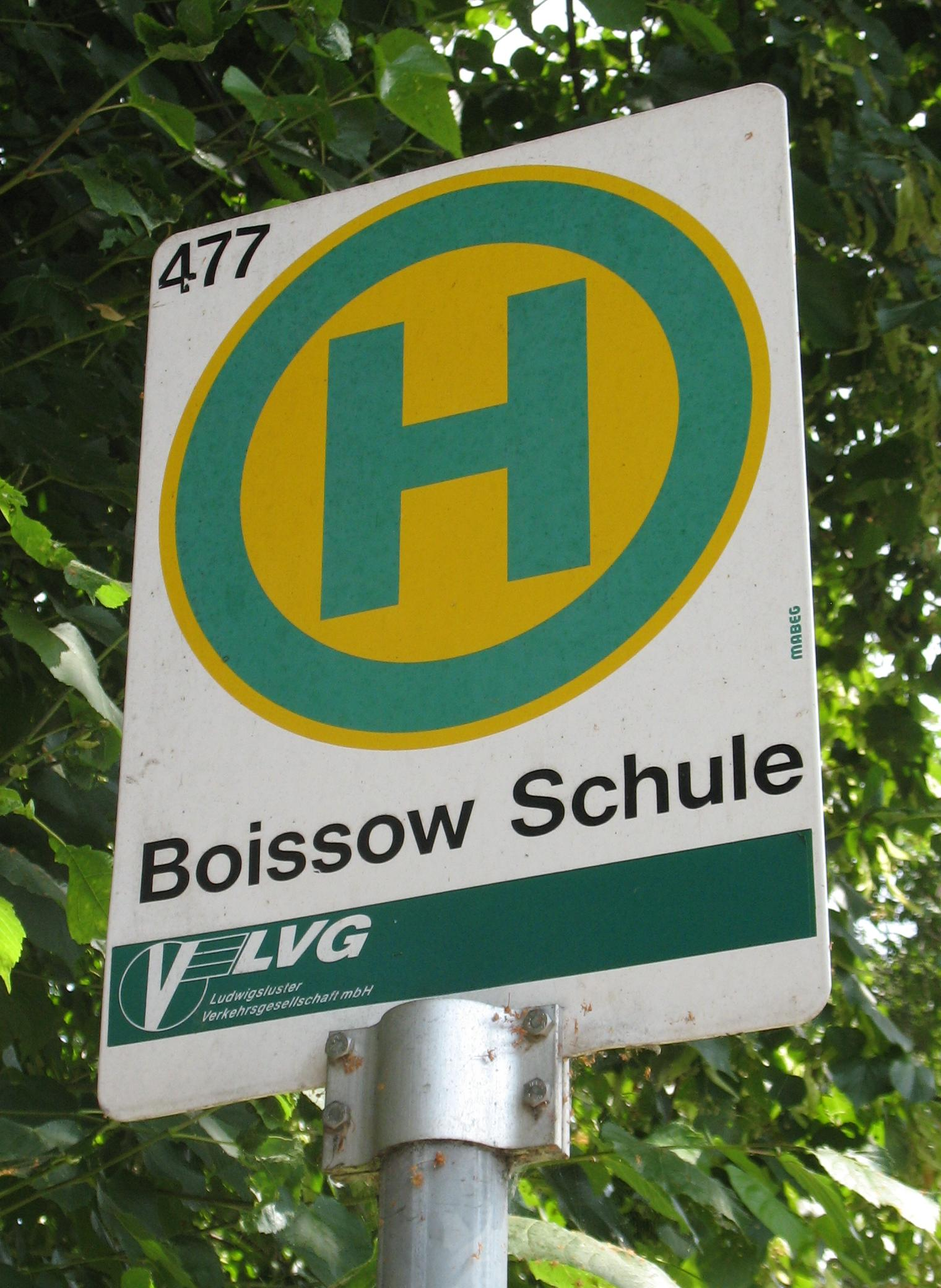
Haltestellenschild der LVG in Zarrentin-Boissow

Vorläufer der Ludwigsluster Verkehrsgesellschaft mbH waren die 1953 in der DDR gegründeten VEB Kraftverkehr Hagenow und VEB Kraftverkehr Ludwigslust, die 1981 Teil der Verkehrskombinats Schwerin wurden. Mit dessen Auflösung nach der politischen Wende gingen aus den beiden Betrieben 1990 die Hagenower Verkehrsgesellschaft mbH (HVG) und 1992 die Ludwigsluster Verkehrsgesellschaft mbH (VLG) hervor, die im Zuge der Kreisgebietsreform 1994 in Mecklenburg-Vorpommern verschmolzen wurden.
Nach der Kreisgebietsreform 2011 ging die Ludwigsluster Verkehrsgesellschaft mbH im Oktober 2013 in der Verkehrsgesellschaft Ludwigslust-Parchim mbH (VLP) auf.